# コンゴ労働党
コンゴ労働党（コンゴろうどうとう、フランス語: Parti congolais du Travail、略称: PCT）は、コンゴ共和国の政党。現党首はドニ・サスヌゲソ。

## 党史
1969年、クーデターで実権を握ったマリアン・ングアビが設立した社会主義政党で、コンゴ共和国からコンゴ人民共和国へと改称され同国が社会主義国家となった後は、ソ連一辺倒の政策に基づく一党独裁体制を築いた。
社会主義政策の行き詰まりから1990年12月に一党独裁を放棄、1991年6月には国名もコンゴ共和国に戻した。1992年の大統領選ではPCT党首のドニ・サスヌゲソ大統領が社会民主主義パン・アフリカン連合のパスカル・リスバに敗れるなど一時は下野したが、その後リスバ大統領派とサスヌゲソ派の戦闘に勝利したことにより政権を奪還し、サスヌゲソが大統領に復帰している。